# Seimatosporium vaccinii
Seimatosporium vaccinii är en svampart som först beskrevs av Karl Wilhelm Gottlieb Leopold Fuckel, och fick sitt nu gällande namn av B. Erikss. 1974. Seimatosporium vaccinii ingår i släktet Seimatosporium och familjen Amphisphaeriaceae.   Inga underarter finns listade i Catalogue of Life.